# Pauline Cummins
Pauline Cummins (Dublin, Irlanda, 1949) é uma escultora, pintora, e artista performática e de vídeo irlandesa. É professora no Colégio Nacional de Arte e Design. 

## Vida
Cummins nasceu em Dublin em 1949. Estudou pintura e cerâmica no Colégio Nacional de Arte e Design (NCAD) entre 1966 e 1970. Nos anos de 1974 e 1975, atuou como diretora de um programa de ajuda em Turkana, Quênia, chamado Craft Workshop, o qual ensinava marketing e artesanato. Em 1975, Cummins co-fundou o estúdio de cerâmica Ashford Pottery, no condado de Wicklow. Ela se mudou para Toronto, Canadá, em 1979, onde passou a se concentrar na pintura. Após retornar à Irlanda, passou a trabalhar com vídeo e performance. Em 2002, ela completou um mestrado na NCAD. Cummins é professora da NCAD no departamento de escultura.

## Estilo artístico
O trabalho de Cummins concentra-se na identidade e gênero nas comunidades e situações sociais. Sua primeira performance, Unearthed, foi encomendada pela Projects UK em 1988, sendo que os desenhos para esse projeto foram apresentados na Irish Exhibition of Living Art de 1982. Ela foi uma das fundadoras do Grupo de Ação de Mulheres Artistas (WAAG) em 1987, e foi a primeira presidente do grupo. Ela colaborou com instituições como o Hospital de Maternidade Nacional de Dublin e a Prisão para Mulheres de Mountjoy. Ela já exibiu e se apresentou na Academia Real Irlandesa, Tate Liverpool, e no Centro Cultural Irlandês, Paris.
Em setembro de 2010, ela apresentou o CHAOS na Open Space Gallery, Vitória, Canadá. Em 2016, ela foi uma das artistas selecionadas para as Histórias do Futuro na Prisão de Kilmainham. Alguns de seus trabalhos estão presentes em coleções do Museu Irlandês de Arte Moderna e na Galeria Douglas Hyde.

## Prêmios e reconhecimento
- Ela recebeu o Prêmio de Pintura George Campbell em 1986

- Bolsa do Memorial Sir Mark Turner em 1992
- Prêmio da Cultura da Irlanda em 2010[1]
- Prêmio do Filme e Vídeo do Conselho de Arte da Irlanda em 1990 e em 1994.[6]